# Blast Radius
Blast Radius es el décimo episodio de la segunda temporada y trigésimo tercer episodio a lo largo de la serie estadounidense de drama y ciencia ficción, Arrow. El episodio fue escrito por Jake Coburn y Keto Shimizu dirigido por Rob Hardy y fue estrenado el 15 de enero de 2014.
Oliver debe hacer frente a un hombre que está sembrando el terror en Starling City. Felicity descubre que este hombre es Mark Scheffer y descubre que su próximo objetivo es el "Rally de la unidad" de Sebastian Blood. Arrow trata de evitar que Blood asista a dicho rally pero este se niega, por lo que el vigilante pone en marcha un plan para evitar el bombardeo, sin embargo, Scheffer le tiende una trampa y lo aprisiona. Mientras tanto, Roy intenta mantener en secreto sus nuevas habilidades, pero después de que Thea es testigo de su súperfuerza en el rally, exige respuestas. Por otra parte, las sospechas de Laurel sobre Sebastian se hacen más fuertes cuando se entera de que está relacionado con Cyrus Gold y cuando el fiscal Donner se niega a comenzar una investigación, acude a Arrow en busca de ayuda.

## Argumento
Arrow persigue a un traficante y cuando lo captura le exige saber el paradero del hombre de la máscara de cráneo, pero el traficante le dice al vigilante que nunca ha visto a tal hombre. Frustrado, Arrow lo golpea y lo deja inconsciente. Más tarde, Oliver y Diggle escuchan noticias sobre la explosión del acelerador de partículas en Ciudad Central. Diggle menciona que Barry ha permanecido en coma durante cinco semanas y Felicity ha estado cuidando de él. Laurel comenta con el fiscal Donner, que hay algo extraño en Sebastian Blood, tras descubrir que tenía conexiones con el hospital encargado de realizar las pruebas psicológicas a Max -el amigo de Sin que apareció muerto- y con Cyrus Gold. Oliver organiza una fiesta para mostrar públicamente su apoyo a Sebastian Blood, quien se ha lanzado como candidato para la alcaldía de Starling City. Mientras tanto, un misterioso hombre escucha las declaraciones de Sebastian por la radio y después hace explotar un edificio. Rápidamente, Arrow llega al edificio y ayuda a salir a unas personas que quedaron atrapadas en el edificio.
Diggle sugiere a Oliver tratar de obtener una muestra del explosivo usado para poder rastrear al responsable del ataque. Felicity regresa tras escuchar las noticias del bombardeo mientras Laurel busca a Blood en su casa de campaña para cuestionarlo sobre Cyrus Gold. Blood le confiesa que conoció a Gold cuando era predicador en el orfanato donde creció después de que su madre asesinara a su padre y huyera. Sebastian es interrumpido por uno de sus asistentes y deja a Laurel sola en su oficina, donde la abogada descubre que el concejal paga los impuestos de una mujer llamada Maya Resik. Mientras tanto, Arrow se encuentra con el oficial Lance, quien le entrega una muestra de la muestra del explosivo y le pide que consiga los registros telefónicos de la estación de policía, ya que tiene la sospecha de que alguien dentro de la corporación fue quien avisó a Gold sobre el operativo; al mismo tiempo, una nueva explosión tiene lugar. Oliver decide seguir al responsable mientras Felicity rastrea la señal satelital del celular con el que activó el dispositivo. Oliver está a punto de atrapar al hombre, sin embargo, este usa una bomba de humo para lograr escapar y Felicity pierde la señal, guiando a Oliver a casi impactarse de frente contra un autobús.
Al llegar a la base, Oliver le reclama a Felicity por lo ocurrido, ya que piensa que está distraída por estar pensando en Barry. Felicity también le reclama a Oliver el que sea tan insensible y Diggle interviene para calmar los ánimos. La chica decide dejar la base y Diggle le dice a Oliver que actúa como si estuviera celoso de Barry pero él lo niega. Laurel acude a su padre para pedirle que investigue a Maya Resik. Blood convoca a los ciudadanos de Starling a reunirse para llevar a cabo un rally para demostrar al terrorista que no le temen. Arrow visita a Sebastian para tratar de convencerlo de desistir de su idea del rally, sin embargo el concejal se niega. Felicity identifica al terrorista bajo el alias de Shrapnel que usa para acceder a una red antigubernamental conocida como El Movimiento.
Arrow irrumpe en el negocio de Shrapnel para evitar que atente contra los asistentes al rally, sin embargo, se ve atrapado en una trampa, de la cual logra escapar gracias a que Felicity descubre los planos del edificio, siendo capaz de desactivar la bomba. Mientras tanto en el rally, Diggle descubre el detonador y Felicity intenta desactivarlo pero son descubiertos por Shrapnel, quien le dispara a Diggle, provocando pánico entre los asistentes. Furioso por la intromisión de Diggle y Felicity, Scheffer lanza una bomba hacia Sebiastian Blood, quien se encuentra en el escenario pero esta bomba es detonada en el aire por una flecha de Arrow. Al darse cuenta de la presencia del vigilante, Shrapnel intenta darse a la fuga. Mientras tanto, la explosión causa que algunas columnas se derrumben. Moira está cerca de una de estas columnas y Roy se apresura a salvarla, sorprendiendo a Thea cuando logra levantarla sin hacer esfuerzo alguno. Finalmente, Arrow logra alcanzar a Scheffer, quien amenaza con detonar las bombas que ha colocado por toda la ciudad. El vigilante es capaz de desactivar el detonador y capturar al Shrapnel.
Laurel visita nuevamente a su padre para saber si averiguó algo sobre Maya Resik. Quentin le dice que Resik es la tía de Sebastian y que fue internada en un hospital mental. Cuando Quentin cuestiona a Laurel sobre sus motivos para investigar a Blood, ella le dice que hay algo extraño en él y Quentin le dice que deje de buscar pretextos para alejarse de Sebastian, ya que parece ser un buen hombre. Poco después de ver la noticia de la captura de Shrapnel en el televisión, Oliver le ordena a Diggle que se vaya a descansar, quedándose solo con Felicity, con quien se disculpa por la actitud que tomó antes. Felicity se disculpa también, Oliver le dice a Felicity que no es una empleada más, sino su compañera. Mientras tanto, Thea cuestiona a Roy sobre lo ocurrido en el rally y le menciona que ha estado actuando raro desde que Arrow lo hirió; Roy le dice que está bien y le pide que lo deje solo. Finalmente, Laurel visita a Maya Resik en el hospital mental en el que está recluida y le pregunta por qué Sebastian paga sus deudas. Maya le dice que no puede confiar en él ya que es el demonio en persona, ya que fue capaz de asesinar a su propio padre y encerrarla en el hospital, haciéndole creer a todos que está loca. Entonces, Laurel deduce que Maya es en realidad la madre de Sebastian.
En un flashback a la isla, Oliver, Slade y Sara sepultan a Shado. Sara le dice a Oliver que leyó la investigación de los japoneses sobre el mirakuru y sabe que aquellos que murieron en las pruebas fueron los que tuvieron suerte, ya que los que sobrevivieron sufrieron deformaciones en los huesos o daño psicológico y aconseja a Oliver decirle la verdad sobre la muerte de Shado, a lo cual Oliver se niega. Slade jura vengarse de Ivo y sus hombres y Oliver trata de persuadirlo de no hacerlo; Slade enfurece y toma al chico por el cuello con una mano, levantándolo del suelo y casi asfixiándolo pero Sara interviene y golpea a Slade, quien libera a Oliver y se disculpa con él y Sara sugiera acampar. Más tarde, Ivo contacta a Sara por la radio y le propone que le entregue el mirakuru a cambio de dejarlos vivir. Oliver se niega y se levanta para buscar a Slade pero descubre que se ha ido, llevándose el suero con él.

## Elenco
- Stephen Amell como Oliver Queen.
- Katie Cassidy como Dinah Laurel Lance.
- David Ramsey como John Diggle.
- Willa Holland como Thea Queen.
- Emily Bett Rickards como Felicity Smoak.
- Colton Haynes como Roy Harper.
- Manu Bennett como Slade Wilson.
- Susanna Thompson como Moira Queen.
- Paul Blackthorne como el oficial Quentin Lance.

## Continuidad
- El episodio marca la primera aparición de Mark Scheffer y Maya Resik.

- Mark Scheffer es un supervillano del Universo DC conocido como Shrapnel, siendo enemigo de The Outsiders y la Patrulla Condenada, principalmente.
- Se revela que Scheffer usa Shrapnel como sobrenombre en la organización antigubernamental conocida como El Movimiento.

- Adam Donner fue visto anteriormente en State v. Queen.
- El episodio se desarrolla cinco semanas después de los acontecimientos ocurridos en Three Ghosts.
- Se revela que Barry Allen está en estado de coma tras el accidente que sufrió.

- Felicity estuvo cinco semanas en Ciudad Central cuidando a Barry pero regresa a Starling City tras el bombardeo.

- En este episodio se revela que Oliver y Sebastian se han convertido en buenos amigos.
- También se revela que Laurel ha estado saliendo con Sebastian durante varias semanas.
- Sebastian declara públicamente haber crecido como huérfano en las calles de Starling City.

- Poco después, Blood le confiesa a Laurel que su madre asesinó a su padre y después huyó.

- Laurel descubre que Sebastian y Cyrus Gold eran buenos amigos.

- Blood asegura que Gold fue la primera persona con la que habló después de mucho tiempo y desconoce las razones que desviaron su camino como predicador.

- Quentin le confiesa a Arrow sus sospechas sobre un infiltrado en la policía.
- Mark Scheffer es aprehendido en este episodio.
- Laurel descubre que Maya Resik es en realidad la madre de Sebastian y que fue él quien asesinó a su padre.

## Banda sonora[3]
| N.º | Intérprete     | Título                             | Álbum                     |
| --- | -------------- | ---------------------------------- | ------------------------- |
| 1   | Johnny Amoroso | There She Is                       | Cult Crooner Classics     |
| 2   | Gotye          | Don't Worry, We'll Be Watching You | Making Mirrors            |
| 3   | Ronnie Gesser  | She's My Woman                     | Throw Caution to the Wind |

## Desarrollo

### Producción
La producción de este episodio comenzó el 11 de octubre y terminó el 22 de octubre de 2013.

### Filmación
El episodio fue filmado del 23 de octubre al 1 de noviembre de 2013.

### Casting
El 23 de octubre se dio a conocer que Sean Maher fue contratado para interpretar a Mark Sheffer, un hombre que causa terror en Starling City y amenaza la vida de Sebastian Blood.

## Recepción

### Recepción de la crítica
Jesse Schedeen, de IGN calificó al episodio como grandioso y le otorgó una puntuación de 8.4, comentando: "Blast Radius es el tipo de episodio típicamente sólido que hemos visto una gran cantidad de veces esta temporada. Sufrió de una de las fallas conocidas de la serie, pero aún mantiene una gran de platos girando y nos ofreció un montón de momentos memorables a lo largo del camino. Con un poco de suerte, no pasará mucho tiempo antes de que veamos el gran enfrentamiento entre Ollie y el Hermano Sangre, allanando el camino para que el verdadero villano de la temporada 2 tome el centro del escenario", sin embargo, critica severamente el hecho de que "Shrapnel, como cualquier otro villano desechable antes de él, no dejó una gran impresión esta semana", además de que le pareció extraña "la reacción del público a un terrorista en contra del gobierno propenso a bombardear edificios fuera tan silenciado. ¿Cómo se las arregló Blood para convencer a nadie a cargo para que le permitiera sostener una reunión con esa amenaza inminente frente a la ciudad?", finalizó.

### Recepción del público
En Estados Unidos, Blast Radius fue visto por 2.52 millones de espectadores, recibiendo 0.9 millones de espectadores entre los 18 y 49 años, de acuerdo con Nielsen Media Research.